# Ariel Cólzera
Ariel Damián Cólzera (Resistencia, Provincia del Chaco, Argentina; 15 de abril de 1986) es un futbolista argentino. Juega como delantero y su primer equipo fue Boca Juniors. Actualmente milita en Peñarol del Torneo Regional Amateur  .

## Trayectoria
Se inició en las divisiones inferiores de Central Norte Argentino equipo de la Primera División de la liga local de Resistencia, Chaco. Luego es descubierto por Boca Juniors a donde hace parte de las inferiores, pero nunca llegó a debutar por el equipo xeneize por lo cual partió a préstamo a principios del 2006 siendo el FK Teplice de la República Checa su destino donde en seis meses solo logró jugar en dos ocasiones. Para la segunda mitad del año fue enviado nuevamente a préstamo, esta vez su destino sería Gimnasia y Esgrima de Jujuy que por aquel entonces estaba en la Primera División de Argentina pero nuevamente tendría pocas oportunidades de jugar, apareciendo solo cinco veces.
Tras su paso por Gimnasia y Esgrima rescinde su contrato a principios del 2007 permaneciendo un semestre sin club. En julio de aquel año parte a la Primera B Nacional para jugar por Atlético Rafaela donde por fin podría tener la continuidad esperada lo que lo llevó a jugar veintiocho partidos y convertir cuatro goles lo cual llamaría la atención de Huracán donde tendría nuevamente la oportunidad de jugar en primera. En el globo tiene un bajo rendimiento convirtiendo solo un gol por lo cual su estancia en ese club duraría solo un año.
Para mediados del 2009 regresa a la segunda categoría del fútbol argentino pero esta vez a Unión de Santa Fe donde estaría solo una temporada pasando a la siguiente al San Martín de San Juan de la misma categoría. En el equipo san juanino logra ser parte de un histórico ascenso de su equipo a la primera división argentina tras ganar la liguilla frente Gimnasia y Esgrima La Plata.
Luego del ascenso tiene su segundo paso al extranjero, esta vez a Chile, reforzando a Unión La Calera donde sería una de las buenas piezas del club cementero junto con otros jugadores como Braian Rodríguez, Lucas Simón y Ramón Fernández logrando clasificar dos veces seguida a los Play Offs. Finalizado su contrato ficha por otro club chileno, Santiago Wanderers de Valparaíso.

## Selección nacional
Ha sido internacional con la Selección Sub-17 de Argentina donde participó en el Sudamericano de 2003 siendo uno de los principales artífices del triunfo de su equipo en aquel campeonato anotando además el gol del título en el último partido. También participó en la Copa Mundial de la categoría realizada en Finlandia, donde la Selección obtuvo el tercer puesto. Jugó seis partidos y convirtió un gol. Su última participación fue en una preselección sub-20.

### Participaciones en Sudamericanos
| Sudamericano                | Sede    | Resultado |
| --------------------------- | ------- | --------- |
| Sudamericano Sub-17 de 2003 | Bolivia | Campeón   |

### Participaciones en Copas del Mundo
| Mundial                     | Sede      | Resultado     |
| --------------------------- | --------- | ------------- |
| Copa Mundial Sub-17 de 2003 | Finlandia | Tercer puesto |

## Estadísticas

### Clubes
| Club                         | Div.                | Temporada           | Liga  | Liga  | Copa Nac. | Copa Nac. | Copa Int. | Copa Int. | Total | Total |
| Club                         | Div.                | Temporada           | Part. | Goles | Part.     | Goles     | Part.     | Goles     | Part. | Goles |
| ---------------------------- | ------------------- | ------------------- | ----- | ----- | --------- | --------- | --------- | --------- | ----- | ----- |
| FK Teplice · República Checa | 1.ª                 | 2005/06             | 2     | 0     | -         | -         | -         | -         | 2     | 0     |
| FK Teplice · República Checa | Total               | Total               | 2     | 0     | -         | -         | -         | -         | 2     | 0     |
| Gimnasia (J) Argentina       | 1.ª                 | 2006/07             | 5     | 1     | -         | -         | -         | -         | 5     | 1     |
| Gimnasia (J) Argentina       | Total               | Total               | 5     | 1     | -         | -         | -         | -         | 5     | 1     |
| Atlético Rafaela Argentina   | 2.ª                 | 2007/08             | 28    | 4     | -         | -         | -         | -         | 28    | 4     |
| Atlético Rafaela Argentina   | Total               | Total               | 28    | 4     | -         | -         | -         | -         | 28    | 4     |
| Huracán Argentina            | 1.ª                 | 2008/09             | 23    | 1     | -         | -         | -         | -         | 23    | 1     |
| Huracán Argentina            | Total               | Total               | 23    | 1     | -         | -         | -         | -         | 23    | 1     |
| Unión Argentina              | 2.ª                 | 2009/10             | 25    | 4     | -         | -         | -         | -         | 25    | 4     |
| Unión Argentina              | Total               | Total               | 25    | 4     | -         | -         | -         | -         | 25    | 4     |
| San Martín (SJ) Argentina    | 2.ª                 | 2010/11             | 16    | 2     | -         | -         | -         | -         | 16    | 2     |
| San Martín (SJ) Argentina    | Total               | Total               | 16    | 2     | -         | -         | -         | -         | 16    | 2     |
| Unión La Calera · Chile      | 1.ª                 | 2011                | 16    | 2     | -         | -         | -         | -         | 16    | 2     |
| Unión La Calera · Chile      | 1.ª                 | 2012                | 16    | 2     | -         | -         | -         | -         | 16    | 2     |
| Unión La Calera · Chile      | Total               | Total               | 32    | 4     | -         | -         | -         | -         | 32    | 4     |
| Santiago Wanderers · Chile   | 1.ª                 | 2012                | 17    | 3     | 4         | 1         | -         | -         | 21    | 4     |
| Santiago Wanderers · Chile   | 1.ª                 | 2013                | 12    | 2     | -         | -         | -         | -         | 12    | 2     |
| Santiago Wanderers · Chile   | Total               | Total               | 29    | 5     | 4         | 1         | -         | -         | 33    | 6     |
| Crucero del Norte Argentina  | 2.ª                 | 2013/14             | 31    | 8     | 0         | 0         | -         | -         | 31    | 8     |
| Crucero del Norte Argentina  | 2.ª                 | 2014                | 15    | 3     | -         | -         | -         | -         | 15    | 3     |
| Crucero del Norte Argentina  | 1.ª                 | 2015                | 21    | 3     | 1         | 0         | -         | -         | 22    | 3     |
| Crucero del Norte Argentina  | Total               | Total               | 67    | 14    | 1         | 0         | -         | -         | 68    | 14    |
| Temperley Argentina          | 1.ª                 | 2016                | 14    | 1     | 1         | 1         | -         | -         | 15    | 2     |
| Temperley Argentina          | 1.ª                 | 2016/17             | 23    | 3     | 1         | 0         | -         | -         | 24    | 3     |
| Temperley Argentina          | 2.ª                 | 2020                | 8     | 1     | 1         | 0         | -         | -         | 9     | 1     |
| Temperley Argentina          | Total               | Total               | 45    | 5     | 3         | 1         | -         | -         | 48    | 6     |
| Juventud Unida (G) Argentina | 2.ª                 | 2017/18             | 21    | 7     | -         | -         | -         | -         | 21    | 7     |
| Juventud Unida (G) Argentina | Total               | Total               | 21    | 7     | -         | -         | -         | -         | 21    | 7     |
| Sarmiento (J) Argentina      | 2.ª                 | 2018/19             | 10    | 1     | -         | -         | -         | -         | 10    | 1     |
| Sarmiento (J) Argentina      | 2.ª                 | 2019/20             | 11    | 1     | -         | -         | -         | -         | 11    | 1     |
| Sarmiento (J) Argentina      | Total               | Total               | 21    | 2     | -         | -         | -         | -         | 21    | 2     |
| Deportivo Merlo Argentina    | 3.ª                 | 2021                | 27    | 3     | -         | -         | -         | -         | 27    | 3     |
| Deportivo Merlo Argentina    | 3.ª                 | 2022                | 15    | 2     | -         | -         | -         | -         | 15    | 2     |
| Deportivo Merlo Argentina    | Total               | Total               | 42    | 5     | -         | -         | -         | -         | 42    | 5     |
| Ciudad de Bolívar Argentina  | 3.ª                 | 2022                | 11    | 0     | -         | -         | -         | -         | 11    | 0     |
| Ciudad de Bolívar Argentina  | Total               | Total               | 11    | 0     | -         | -         | -         | -         | 11    | 0     |
| Peñarol (R) Argentina        | 4.ª                 | 2023/24             | 7     | 0     | -         | -         | -         | -         | 7     | 0     |
| Peñarol (R) Argentina        | Total               | Total               | 7     | 0     | -         | -         | -         | -         | 7     | 0     |
| Total en su carrera          | Total en su carrera | Total en su carrera | 374   | 54    | 8         | 2         | -         | -         | 382   | 56    |

### Selección
| Selección                                                         | Año                 | Amistosos | Amistosos | Sudamérica(1) | Sudamérica(1) | Mundial(2) | Mundial(2) | Total | Total |
| Selección                                                         | Año                 | Part.     | Goles     | Part.         | Goles         | Part.      | Goles      | Part. | Goles |
| ----------------------------------------------------------------- | ------------------- | --------- | --------- | ------------- | ------------- | ---------- | ---------- | ----- | ----- |
| Sub-17 Argentina                                                  | 2003                | -         | -         | 6             | 4             | 6          | 1          | 12    | 5     |
| Sub-17 Argentina                                                  | Total               | -         | -         | 6             | 4             | 6          | 1          | 12    | 5     |
| Total en su carrera                                               | Total en su carrera | -         | -         | 6             | 4             | 6          | 1          | 12    | 5     |
| (1) Incluye Sudamericano Sub-17. (2) Incluye Copa Mundial Sub-17. |                     |           |           |               |               |            |            |       |       |

## Palmarés

### Copas internacionales
| Título              | Club                | País    | Año  |
| ------------------- | ------------------- | ------- | ---- |
| Sudamericano Sub-17 | Selección Argentina | Bolivia | 2003 |

### Otros logros
| Título                     | Club                   | País      | Año  |
| -------------------------- | ---------------------- | --------- | ---- |
| Ascenso a Primera División | San Martín de San Juan | Argentina | 2011 |
| Ascenso a Primera División | Crucero del Norte      | Argentina | 2014 |